# Dimension Films
Dimension Films è una casa di produzione e distribuzione cinematografica, sussidiaria di Lantern Entertainment. L'azienda, fondata nel 1991 dai fratelli Weinstein, co-produce e distribuisce  dei film.
In precedenza è stata sussidiaria di The Walt Disney Company (attraverso Miramax) e di The Weinstein Company che, dopo aver dichiarato bancarotta nel febbraio 2018, ha ceduto la maggior parte della sua cineteca e dei suoi beni, tra cui Dimension Films, a Lantern Entertainment.

## Film prodotti
- Shuang long hui (1992) (co-produzione con Distant Horizons)
- Hellraiser - La stirpe maledetta (Hellraiser: Bloodline) (1996) (co-produzione con Miramax Films)
- Il corvo 2 (The Crow: City of Angels) (1996) (co-produzione con Miramax Films)
- Scream (1996)
- Mimic (1997) (co-produzione con Miramax Films)
- Scream 2 (1997) (co-produzione con Miramax Films)
- Phantoms (1998) (co-produzione con Miramax Films)
- Halloween - 20 anni dopo (Halloween H20: 20 Years Later) (1998)
- Air Bud 2 - Eroe a quattro zampe (1998)
- Scream 3 (2000)
- Scary Movie (2000)
- Hellraiser 5: Inferno (Hellraiser: Inferno) (2000) (co-produzione con Miramax Films)
- Dracula's Legacy - Il fascino del male (Dracula 2000) (2000)
- Spy Kids (2001)
- Scary Movie 2 (2001)
- Mimic 2 (2001)
- Halloween - La resurrezione (Halloween: Resurrection) (2002)
- Spy Kids 2 - L'isola dei sogni perduti (Spy Kids 2: Island of Lost Dreams) (2002)
- Darkness (2002)
- Hellraiser: Hellseeker (2002) (co-produzione con Miramax Films)
- Mimic: Sentinel (2003)
- Missione 3D - Game Over (Spy Kids 3-D: Game Over) (2003)
- Scary Movie 3 (2003)
- Starsky & Hutch (2004) (co-produzione con Warner Bros. Pictures)
- Sin City (2005)
- Amityville Horror (The Amitvylle Horror) (2005) (co-produzione con Metro-Goldwyn-Mayer, United Artists, Platinum Dunes)
- Hellraiser: Deader (2005) (co-produzione con Miramax Films)
- Il corvo 3 - Salvation (The Crow: Wicked Prayer) (2005)
- Venom (2005)
- Hellraiser: Hellworld (2005)
- Scary Movie 4 (2006) (co-produzione con Miramax Films)
- Grindhouse (2007) (co-produzione con The Weinstein Company)
- 1408 (2007)
- Grindhouse - Planet Terror (Planet Terror) (2007) (co-produzione con The Weinstein Company)
- Halloween - The Beginning (Halloween) (2007) (co-produzione con The Weinstein Company)
- The Mist (2007)
- Superhero - Il più dotato fra i supereroi (Superhero Movie) (2008)
- Soul Men (2008)
- Scream 4 (2011)
- Scream - serie TV (2015)
- Amityville - Il risveglio (2017)
- Scream 5 (2022)